# Dunaw Ruse
FK Dunaw Ruse (bułg. ФК Дунав Русе) – bułgarski klub piłkarski, mający siedzibę w mieście Ruse, na północy kraju, występujący w Wtora PFL.

## Historia
Chronologia nazw:
- 1949: Dunaw Ruse (bułg. Дунав (Русе)) – po fuzji klubów Dinamo Ruse, Łokomotiw Ruse i Rusenec Ruse
- 1949: DSO Torpedo Ruse (bułg. ДСО [Доброволна спортна организация] Торпедо (Русе))
- 1951: rozpad fuzji z Łokomotiw Ruse
- 1957: FD Dunaw Ruse (bułg. ФД [Физкултурно дружество] Дунав (Русе))
- 1959: DFS Dunaw Ruse (bułg. ДФС [Дружество за физкултура и спорт] Дунав (Русе)) – po fuzji z Łokomotiw Ruse i Partizanin Ruse
- 1962: rozpad fuzji z Łokomotiw Ruse
- 1972: TDFS Dunaw Ruse (bułg. ТДФС [Транспортно дружество за физкултура и спорт] Дунав (Русе))
- 1979: DFS Dunaw Ruse (bułg. ДФС Дунав (Русе)) – po rozpadzie fuzji z Łokomotiw Ruse
- 1989: FK Dunaw Ruse (bułg. ФК [Футболен Клуб] Дунав (Русе))
- 1997: FK Dunaw Rakowski Ruse (bułg. ФК Дунав Раковски (Русе)) – po fuzji z Rakowski Ruse
- 1998: Dunaw ’98 Ruse (bułg. Дунав ’98 (Русе))
- 1999: PFK Dunaw Ruse (bułg. ФК Дунав (Русе)) – po fuzji z OFK Dunaw ’56
- 2004: FK Dunaw Ruse (bułg. ФК Дунав (Русе))

Klub piłkarski Dunaw został założony w Ruse 16 lutego 1949 roku w wyniku połączenia miejscowych klubów Dinamo Ruse (założony 1944), Łokomotiw Ruse (założony 1930) i Rusenec Ruse. W październiku 1949 klub został rozwiązany, a na jego miejsce powstało 5 dobrowolnych organizacji sportowych na zasadzie sportu resortowego, jak to było wówczas w całym kraju - DSO "Torpedo", DSO "Septemwri", DSO "Czerweno Zname", DSO SKNA i DSO "Spartak". Klub został przydzielony do Torpedo.
Wprowadzony w sierpniu 1949 roku model "DSO - Dobrowolnych Sportowych Organizacji" (bułg. ДСО – Доброволна спортна организация) został zniesiony wiosną 1957 roku decyzją ponownie Komitetu Centralnego Bułgarskiej Partii Komunistycznej. Zgodnie z tą decyzją przywrócono zasadę terytorialno-produkcyjną, na której wcześniej budowane są bułgarskie związki sportowe. Tym samym wiosną 1957 roku dotychczasowe DSO zostały przekształcone w "DFS - Towarzystwa Wychowania Fizycznego i Sportu" (bułg. ДФС – Дружества за физкултура и спорт), zlokalizowane w różnych rejonach dużych miast. W tym samym czasie rozpoczął się proces odzyskiwania oryginalnych nazw. Od 1957 roku klub występował pod historyczną nazwą Dunaw.
W 1958 roku zespół po raz pierwszy zawitał do I ligi, w której łącznie spędził dwadzieścia dwa sezony. Grał w niej w latach 1958–1967, 1968–1973, 1974–1977 oraz 1984–1986 i ostatnio 1988–1991. Zazwyczał kończył rozgrywki w środku tabeli.
W 1962 roku Dunaw dotarł do finału Pucharu Armii Sowieckiej, w którym przegrał 0:3 z Botewem Płowdiw, a napastnik Nikołaj Jordanow z liczbą 20 goli zdobył koronę króla strzelców ekstraklasy. Rok później zespół zajął piątą lokatę w lidze.
Czwarte miejsce – najwyższe w historii – piłkarze Dunawu wywalczyli w sezonie 1974–1975 i dzięki temu wynikowi mogli zagrać w Pucharze UEFA. Już w pierwszej rundzie po wyrównanym dwumeczu zostali wyeliminowani przez AS Romę (0:2 w Rzymie, 1:0).
Od stycznia 2006 do czerwca 2007 roku trenerem Dunawu był Ferario Spasow, były szkoleniowiec CSKA Sofia i Liteksu Łowecz, z którym w 1999 roku zdobył mistrzostwo Bułgarii. Po zakończeniu sezonu Spasow powrócił do Liteksu, a jego następcą w Dunawie został 37-letni Marian Todorow.

## Sukcesy
- I liga
  - 4. miejsce (2): 1974/1975, 2016/2017
- II liga
  - mistrzostwo (6): 1950, 1954, 1957, 1968, 1974, 2015/2016

- Puchar Bułgarii
  - finał (1): 1962

## Stadion
Stadion Miejski w Ruse został zbudowany z 1954 roku. Może pomieścić 20 tysięcy widzów.

## Europejskie puchary
Legenda do wszystkich tabel:
- Q – runda eliminacyjna, 1/16, 1/8, 1/4, 1/2 – odpowiednia faza rozgrywek, Grupa – runda grupowa, 1r gr – pierwsza runda grupowa, 2r gr – druga runda grupowa, F – finał, R – runda, PO – play-off
- k. – rzuty karne, los. – losowanie, Dogr. – dogrywka, w. – zasada bramek strzelonych na wyjeździe

| Sezon   | Rozgrywki   | Runda | Klub            | Dom | Wyjazd | Ogólnie |
| ------- | ----------- | ----- | --------------- | --- | ------ | ------- |
| 1975/76 | Puchar UEFA | 1R    | AS Roma         | 1–0 | 0–2    | 1–2     |
| 2017/18 | Liga Europy | 1Q    | Irtysz Pawłodar | 0–2 | 0–1    | 0–3     |

## Skład na sezon 2017/2018
| Nr | Poz. | Piłkarz               |
| -- | ---- | --------------------- |
| 1  | BR   | Martin Łukow          |
| 4  | OB   | Petyr Patew           |
| 5  | OB   | Iwajło Markow         |
| 7  | PO   | Bircent Karagaren     |
| 8  | PO   | Jatoba                |
| 9  | NA   | Ismaił Isa            |
| 10 | PO   | Wasił Szopow          |
| 11 | PO   | Dijan Dimow (kapitan) |
| 14 | PO   | Bożidar Wasew         |
| 15 | OB   | Christo Łemperow      |
| 16 | OB   | Martin Kowaczew       |
| 17 | PO   | Nassim Zitouni        |

| Nr | Poz. | Piłkarz             |
| -- | ---- | ------------------- |
| 20 | NA   | Dimityr Georgiew    |
| 22 | OB   | Michaił Miłczew     |
| 23 | PO   | Esquerdinha         |
| 24 | OB   | Presław Petrow      |
| 27 | NA   | Mouhamadou N'Diaye  |
| 31 | PO   | Krasimir Stanojew   |
| 77 | PO   | Branimir Kostadinow |
| 83 | OB   | Christo Popadijn    |
| 86 | BR   | Stanisław Antonow   |
| 94 | PO   | Julijan Nenow       |
| 99 | NA   | Soner Hyusein       |